# رينو كادجار
رينو كادجار هي سيارة كروس أوفر من إنتاج مجموعة رينو الفرنسية، تم الكشف عنها لأول مرة في عام 2015  وبدأ إنتاجها في نفس العام في أوروبا.